# Bulbophyllum serrulatifolium
Bulbophyllum serrulatifolium är en orkidéart som beskrevs av Johannes Jacobus Smith. Bulbophyllum serrulatifolium ingår i släktet Bulbophyllum och familjen orkidéer. Inga underarter finns listade i Catalogue of Life.